# Enfer de la Bibliothèque nationale
Pour les articles homonymes, voir Enfer (homonymie).

L'une des tours du site Tolbiac, marquée par un « X » (symbole de la pornographie, notamment dans le classement X), à l'occasion de l'exposition L'Enfer de la Bibliothèque : Éros au secret, en.

Les Enfers de la Bibliothèque nationale sont, en France, des enfers, remontant au XIXe siècle, ayant perduré dans au moins deux départements de la Bibliothèque nationale : l'enfer du département des Estampes et l'enfer de la Réserve du département des Imprimés, sans oublier la « réserve spéciale » de l'Arsenal.

## Histoire
La constitution de l'Enfer est une « genèse en paliers », qui trouve ses origines sous l'Ancien Régime, son nom sous la monarchie de Juillet et son catalogue sous la Troisième République. Sa mise en place a donné lieu à différentes hypothèses de création, Guillaume Apollinaire datant sa création sous le régime du Premier Consul, Bonaparte, « sur le modèle de l'Enfer du Vatican », alors que Pascal Pia, doutant que des dirigeants issus de la Révolution aient pu mettre en place un dispositif calqué sur l'Index du Vatican, postule pour une instauration à la toute fin du Second Empire. Les années 1980 voient une multiplication d'études de la part de conservateurs de la Bibliothèque nationale, qui apportent alors un regard « neutre et bienveillant » sur l'Enfer, permettant d'affiner une généalogie plus précise. En effet, Alain Gourdon, administrateur général de la Bibliothèque nationale, passe une commande d'articles consacrés à l'Enfer, publiés dans la Revue de la Bibliothèque nationale.

### Les origines d'une mise à l'écart: l'Ancien Régime

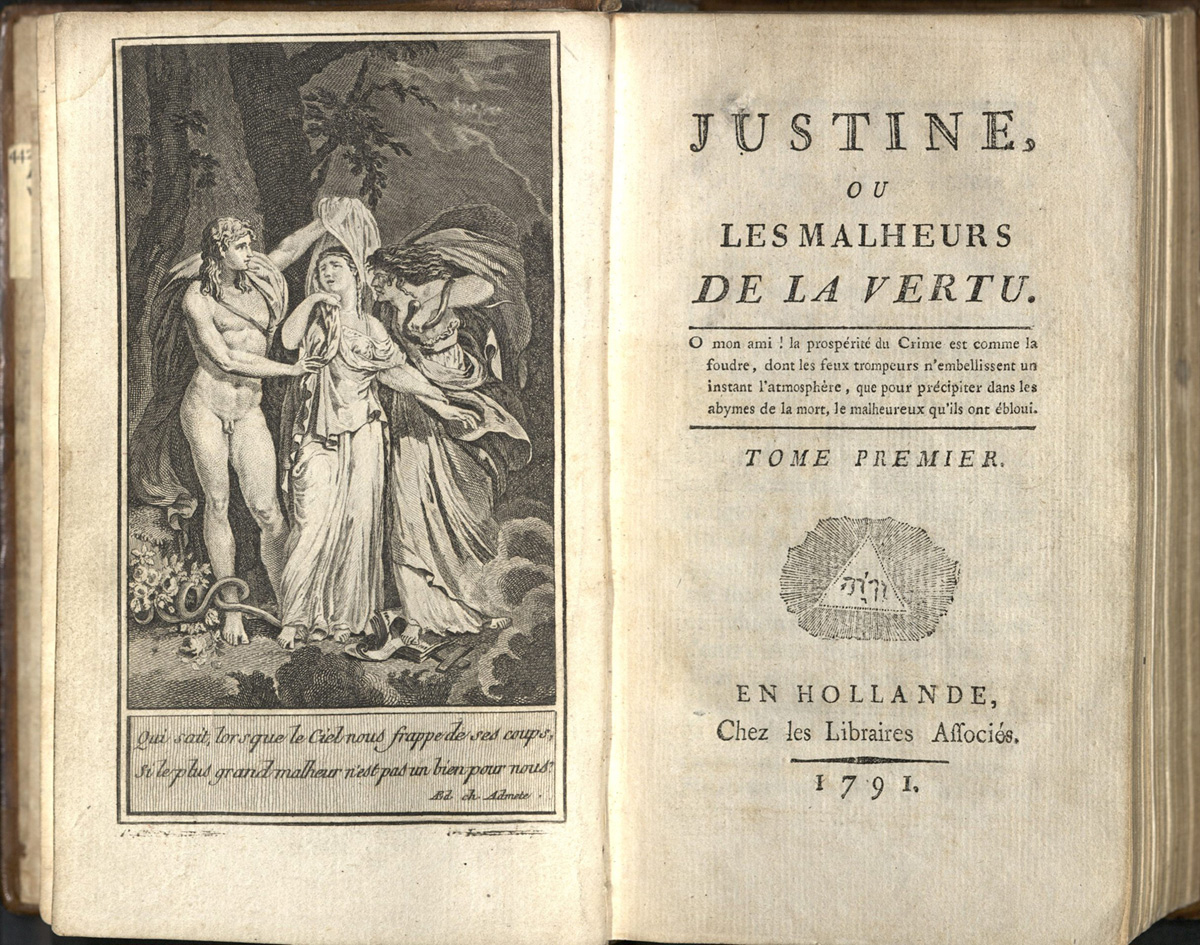
L'ouvrage du Marquis de Sade, Justine ou les Malheurs de la vertu, publié en 1791, sera conservé dans l'Enfer de la Bibliothèque nationale, comme une grande partie de l'œuvre de Sade.

À la fin du XVIIe siècle, sous l'Ancien Régime, Nicolas Clément, alors garde de la Bibliothèque royale, entreprend une classification des ouvrages imprimés en vue d'imprimer et de publier un catalogue, référençant ainsi les ouvrages en possession de la Bibliothèque. Il sépare alors les ouvrages religieux qualifiés d'orthodoxes (auxquels il donne alors la cote D) des livres hétérodoxes, cotés en D2. Par similitude, les Belles-Lettres voient s'appliquer un découpage similaire : la poésie est cotée à la lettre Y, alors que les romans trouvent leur place à la sous-cote Y2 ,. Une trentaine d'années plus tard, le catalogue, remanié par le garde des Imprimés l'abbé Sallier, est imprimé en plusieurs volumes : ceux consacrés aux Belles-Lettres paraissent en 1750 : dans une section à part, l'appellation des « ouvrages licencieux » fait son apparition, « elle représente dès lors le premier noyau de ce qui deviendra l'Enfer de la bibliothèque ».

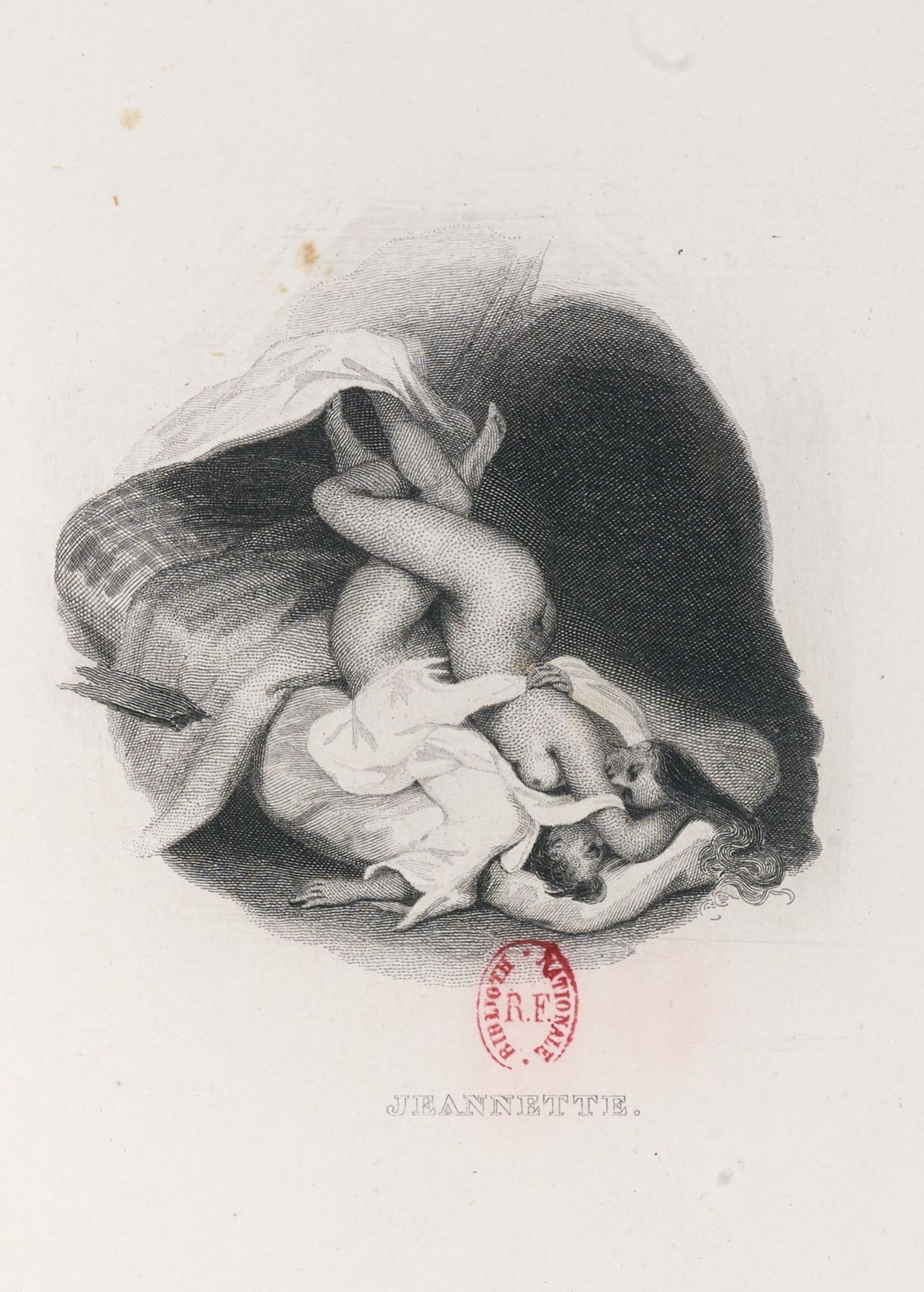
« Jeannette » de Tony Johannot faisant partie d'un corpus de huit lithographies éditées entre 1830 et 1852 pour les chansons de Pierre-Jean de Béranger, conservées dans l'Enfer

On retrouve dans cette section, entre autres, Le Premier Acte du synode nocturne des tribades de Guillaume de Reboul ou encore L'Histoire du prince Apprius de Pierre Godard de Beauchamps. Au nombre de 34 au moment de la parution du catalogue, les livres qualifiés d'obscènes et de licencieux continuent d'arriver à la Bibliothèque royale. Ils sont alors rangés et conservés à part, dans un meuble à tiroir, comme en témoignent les mentions « cabinet » ou « cab. » sur le catalogue, le règlement de l'époque interdisant la communication des ouvrages contraires à la religion ou aux mœurs. Jeanne Veyrin-Forrer estime à une cinquantaine le nombre de romans considérés comme licencieux au cours de l'Ancien régime.

### Instauration et développement à la Bibliothèque nationale (1844–1913)
La Révolution française entraîne d'importantes confiscations révolutionnaires des biens du clergés : la Bibliothèque nationale voit alors ses collections s'enrichir. Joseph Van Praet, fils de libraire, conservateur depuis 1792, est désigné par Jean-Augustin Capperonnier pour inspecter et choisir, parmi les ouvrages saisies, ceux qui méritent d'entrer dans les collections de la Bibliothèque nationale. En 1795, Van Praet, devenu garde des livres imprimés, entreprend de sélectionner plusieurs ouvrages précieux, « à savoir les ouvrages imprimés sur vélin, les incunables, les productions des imprimeurs célèbres, les livres à figures, les reliures, les ouvrages annotés ». Cette sélection de livres va être l'objet d'un déménagement important à l'automne 1836 : ces ouvrages précieux sont alors installés au premier étage de la Bibliothèque, annonçant ainsi la création de la Réserve des livres rares, où les ouvrages licencieux trouvent également leur place. À partir de 1844, Paulin Richard, conservateur adjoint au Département des imprimés, entreprend une mise à jour des catalogues : il appose alors, pour la première fois, la mention « Enfer » en marge des ouvrages qualifiés de licencieux, à la fois dans la classification Y2 des romans, mais également dans d'autres segments des collections. 

La première définition « officielle » est donné par l'administrateur général en 1849 :
« C'est tout simplement une cachette du département des Imprimés, dont les conservateurs ont seuls la clef, et dans laquelle on enferme certaines livres fort mauvais, mais quelquefois précieux pour les bibliophiles, et de grande valeur vénale ; cet enfer est pour les imprimés ce qu'est le Musée secret de Naples pour les antiques »
— Joseph Naudet

#### L'Enfer des Estampes

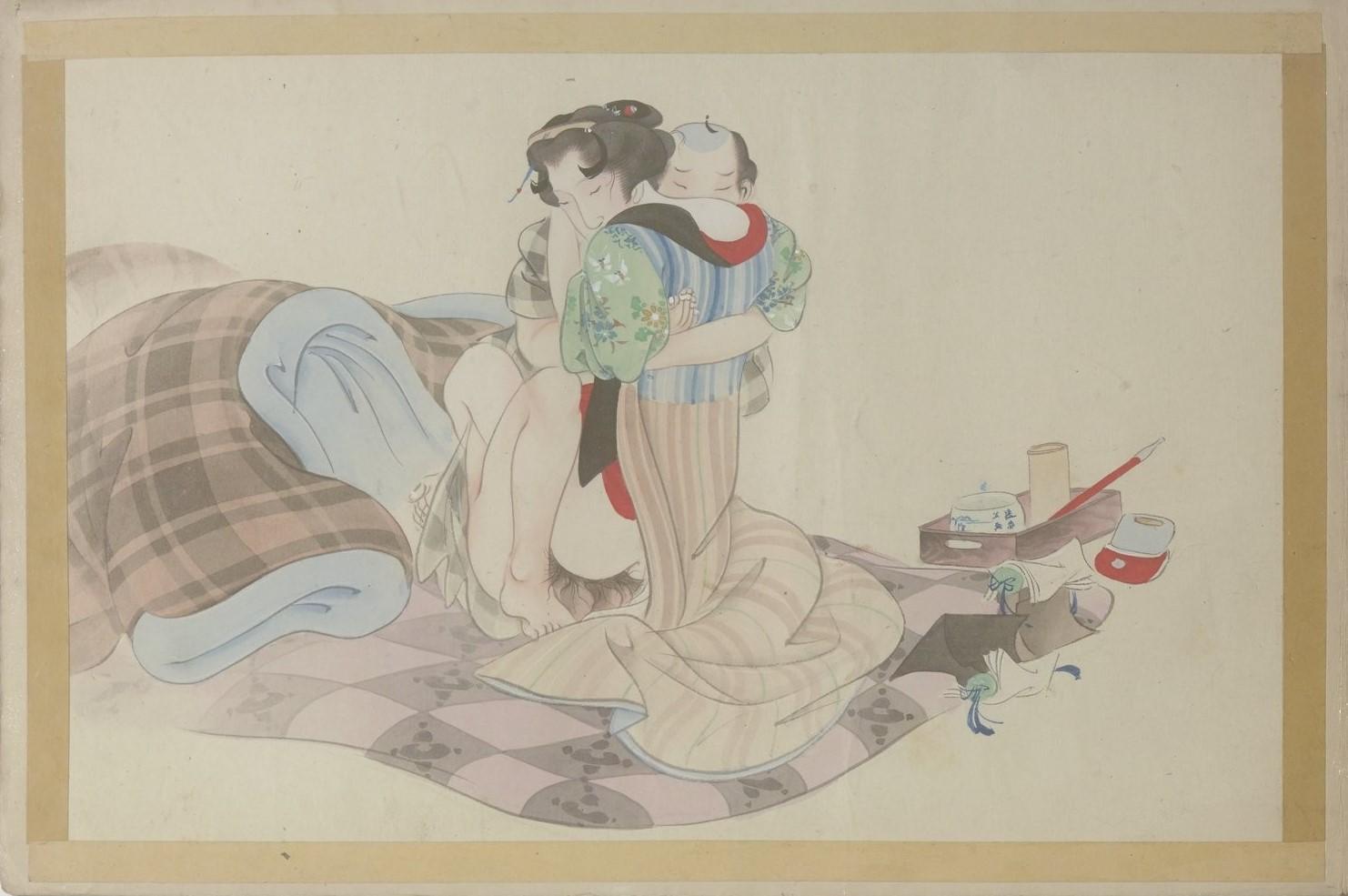
Shunga (estampe érotique japonaise) conservée à la Bibliothèque nationale.

Au cours des années 1840, la lithographie fait son apparition comme moyen de reproduction à de multiples exemplaires. L'image devient alors un média important de l'érotisme et de la pornographie. Le Département des Estampes reçoit et conserve des documents issus pour beaucoup de saisies de la police et de la justice, comprenant des dessins, des photographies, des caricatures ou encore des gravures. En 1870, Henri Delaborde, historien de l'art et conservateur, décide alors de séparer ces documents du reste des collections conservées dans le Département des Estampes.  
En 1895, Henri Bouchot se charge de rédiger le catalogue des Estampes, dans lequel apparaît, sous la cote Ae, les documents de l'Enfer du département, appelé aussi la « Réserve libre ». 

« Division Ae. — Enfer.

Les ouvrages de cette série ne se communiquent que sur l'avis du conservateur, et aux personnes qui peuvent justifier d'un travail nécessitant l'étude de certaines œuvres libres ; telles que les vases grecs, les compositions de Jules Romain, etc., etc. Les images, ou autres productions sans valeur ne se communiquent point. Le nom d'Enfer, employé ordinairement, sert en réalité à couvrir une marchandise peu curieuse en soi, le plus souvent idiotement obscène. Il vaut mieux prévenir de suite le public ; il est bien difficile à la Bibliothèque de se faire ouvrir les portes de l'Enfer dont la clef n'est d'ailleurs confiée à personne dans le service. Environ 37 numéros. »

— Henri Bouchot
La Bibliothèque nationale va conserver un fonds rare et précieux de gravures et de livres illustrés érotiques japonais, appelés shunga, de l'époque d'Edo. Ces documents sont issus de trois dons importants : celui de Robert Lebaudy (1907), Georges Marteau (1916) et George Barbier (1933).

### L'Enfer auXXesiècle(1913–1968)

#### Catalogue de Guillaume Apollinaire

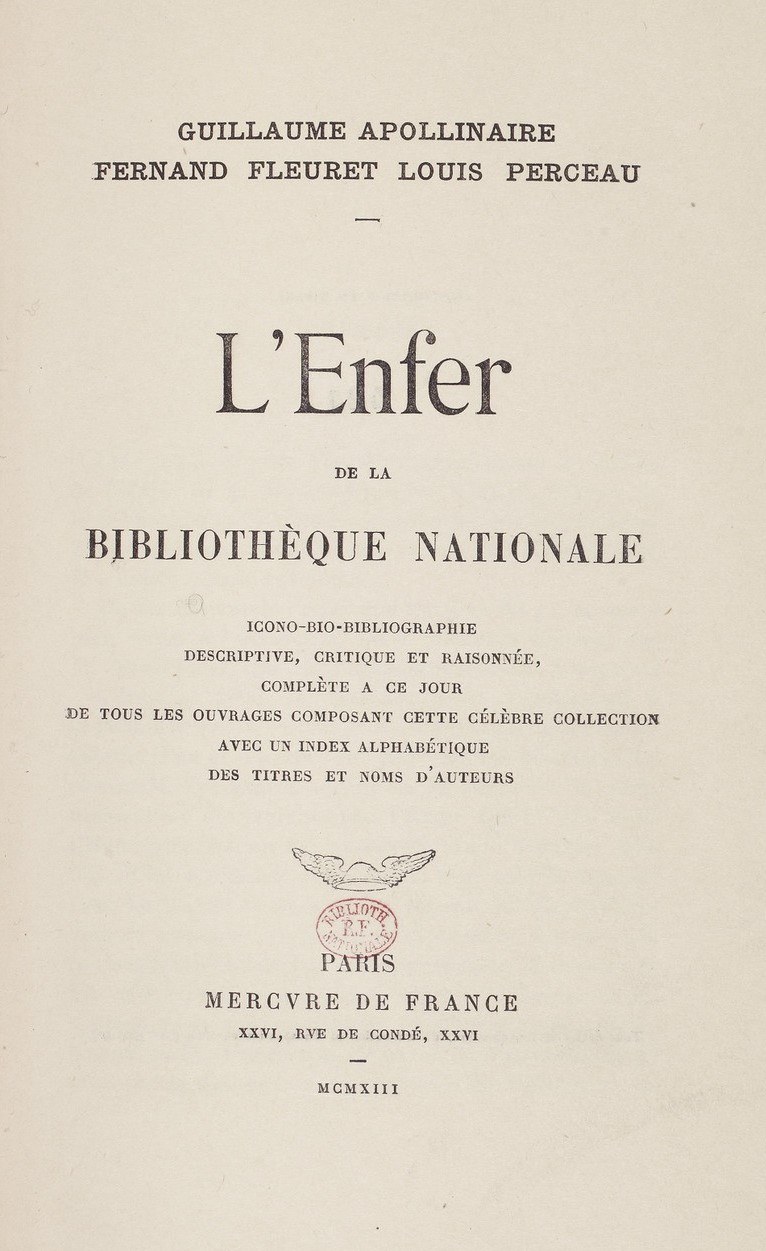
Page de titre du catalogue L'Enfer de la Bibliothèque nationale, publié au Mercure de France en 1913.

En 1913 paraît L'Enfer de la Bibliothèque nationale, édité par le Mercure de France, un catalogue recensant environ 900 ouvrages conservés dans l'Enfer de la Bibliothèque nationale. Il est à l'initiative de Guillaume Apollinaire, Fernand Fleuret et Louis Perceau qui, partis du constat que ces ouvrages n'étaient décrits que de manière éparse dans quelques catalogues voire absents de toute bibliographie, ont souhaité rédiger et regrouper les notices des imprimés de l'Enfer dans un catalogue.
Les circonstances de la rédaction de cet ouvrage demeurent floues néanmoins, la correspondance des trois auteurs témoigne de leur travail étalé sur quelques années. Par ailleurs, Raymond-Josué Seckel évoque l'éventuelle aide de Eugène Morel et Félix Cadet de Gassicourt, bibliothécaires, ainsi que de Georges Mignot, aide-bibliothécaire, qui ont pu faciliter la communication de certains ouvrages.
Le catalogue a fait l'objet de deux éditions en 1913, dont la première aurait été tirée à 1 500 exemplaires. En 1919, l'ouvrage est réédité par les frères Briffaut qui ont racheté les plombs au Mercure de France à la mort de Guillaume Apollinaire. Cette réédition, tirée à 2 000 exemplaires, contient une nouvelle préface signée par Fernand Fleuret et Louis Perceau. Vers 1930, ces deux derniers travaillent à nouveau sur une nouvelle édition du catalogue de l'Enfer, mais celle-ci ne voit finalement pas le jour.

### De1968à nos jours

#### L'Enfer de la Bibliothèque: Éros au secret(décembre 2007–mars 2008)
En décembre 2007, la BnF inaugure une exposition intitulée L'Enfer de la Bibliothèque : Éros au secret, dans laquelle elle expose près de 350 documents (livres, photographies, gravures ainsi qu'un film pornographique muet de 1921) issus de ses collections. Interdite aux personnes âgées de moins de 16 ans, un gigantesque « X » rose, référence au classement X des films pornographiques, est apposé sur les quatre tours du site François-Mitterrand à Tolbiac. L'exposition retrace à la fois l'histoire même de l'Enfer et de sa constitution, tout en se consacrant aux auteurs (tels que Guillaume Apollinaire, Pierre Louÿs, Aragon ou encore Georges Bataille) et à leurs œuvres.
Enregistrant en moyenne une fréquentation de 800 entrées par jour, la fin de l'exposition, prévue initialement le 2 mars 2008, est prolongée jusqu'au 28 mars.

#### L'Enfer aujourd'hui
Aujourd'hui, il n'existe plus à proprement parler d'un véritable « enfer », dans le sens où la Bibliothèque nationale n'oriente plus des documents qualifiés de « licencieux » ou d'« obscènes » dans un endroit ou une réserve spécifique. L'Enfer historique perdure, et continue d'être alimenté par différents dons ponctuels, mais pas par la voie du dépôt légal. La littérature érotique est traitée comme l'ensemble des autres ouvrages de fiction via le dépôt légal, et les ouvrages traitant de sexualité ou de pornographie sont indexés aux domaines d'étude affairant — sociologie, histoire, etc. Seules les périodiques érotiques ou pornographiques disposent d'une classification Dewey spécifique (classe 778) permettant une identification comme telle, mais ce procédé de classification est commun à l'ensemble des publications périodiques, et ne constitue pas une volonté de mise à l'écart du reste des publications reçues à la BnF.
Le département de l'Audiovisuel continue à traiter des DVDs pornographiques, qui sont le plus souvent des contenus vendus pour le public avec des magazines pornographiques dans les kiosques.

## Divers
- Au début du XXe siècle, l'Enfer n'était que très rarement ouvert, et les lecteurs qui étaient admis à consulter un de ses ouvrages, avec de solides recommandations, étaient isolés des autres usagers, parfois par un paravent[27].
- Une partie des ouvrages ayant constitué l'Enfer de la Bibliothèque nationale sont désormais numérisés et donc en libre accès sur Gallica, la bibliothèque numérique de la BnF[28].